# Yorkshire Rams
Gli Yorkshire Rams sono una squadra di football americano di Leeds, in Gran Bretagna.

## Storia
Nel 1986 furono fondati gli Wakefield Wasps, che nel 1987 si spostarono a Huddersfield diventando Huddersfield Rams. Nel 1991 Cambiarono di nuovo nome diventando Yorkshire Rams.

## Dettaglio stagioni

### Tornei

#### Tornei nazionali

##### Campionato

###### BGFL Premiership/BAFA NL Premiership
| Stagione | regular season | regular season | regular season | regular season | regular season | regular season | playoff | playoff | playoff | playoff | playoff | playoff          | playoff             |
|          | Vin            | Par            | Per            | Tot            | PF             | PS             | Vin     | Per     | Tot     | PF      | PS      | risultato        | avversaria          |
| -------- | -------------- | -------------- | -------------- | -------------- | -------------- | -------------- | ------- | ------- | ------- | ------- | ------- | ---------------- | ------------------- |
| 1988     | 8              | 1              | 1              | 10             | 248            | 87             | 0       | 1       | 1       | 12      | 15      | Ottavi di finale | Hartlepool Steelers |
| 1988     | 3              | 1              | 6              | 10             | 104            | 285            | -       | -       | -       | -       | -       | -                | -                   |
| 2014     | 5              | 0              | 4              | 9              | 150            | 116            | -       | -       | -       | -       | -       | -                | -                   |
| 2015     | 1              | 0              | 9              | 10             | 64             | 388            | -       | -       | -       | -       | -       | -                | -                   |
| Totale   | 17             | 2              | 20             | 39             | 566            | 876            | 0       | 1       | 1       | 12      | 15      |                  |                     |

Fonti: Enciclopedia del Football - A cura di Massimo Mezzetti

###### BAFA NL Division One
| Stagione | regular season | regular season | regular season | regular season | regular season | regular season | playoff | playoff | playoff | playoff | playoff | playoff          | playoff           |
|          | Vin            | Par            | Per            | Tot            | PF             | PS             | Vin     | Per     | Tot     | PF      | PS      | risultato        | avversaria        |
| -------- | -------------- | -------------- | -------------- | -------------- | -------------- | -------------- | ------- | ------- | ------- | ------- | ------- | ---------------- | ----------------- |
| 2016     | 7              | 0              | 3              | 10             | 141            | 133            | 0       | 1       | 1       | 0       | 36      | Quarti di finale | Bury Saints       |
| 2017     | 7              | 0              | 3              | 10             | 277            | 153            | 0       | 1       | 1       | 8       | 27      | Quarti di finale | Leicester Falcons |
| 2018     | 6              | 0              | 4              | 10             | 313            | 163            | -       | -       | -       | -       | -       | -                | -                 |
| 2022     | 7              | 0              | 3              | 10             | 419            | 162            | -       | -       | -       | -       | -       | -                | -                 |
| Totale   | 27             | 0              | 13             | 40             | 1150           | 611            | 0       | 2       | 2       | 8       | 63      |                  |                   |

Fonti: Enciclopedia del Football - A cura di Massimo Mezzetti

#### Tornei locali

##### Yorkshire Rose Winter League
| Stagione | regular season | regular season | regular season | regular season | regular season | regular season | playoff | playoff | playoff | playoff | playoff | playoff   | playoff    |
|          | Vin            | Par            | Per            | Tot            | PF             | PS             | Vin     | Per     | Tot     | PF      | PS      | risultato | avversaria |
| -------- | -------------- | -------------- | -------------- | -------------- | -------------- | -------------- | ------- | ------- | ------- | ------- | ------- | --------- | ---------- |
| 1993     | 1+?            | 0+?            | 2+?            | 3+?            | 28+?           | 78+?           | ?       | ?       | ?       | ?       | ?       | ?         | ?          |
| Totale   | 1+?            | 0+?            | 2+?            | 3+?            | 28+?           | 78+?           | ?       | ?       | ?       | ?       | ?       |           |            |

Fonti: Enciclopedia del Football - A cura di Massimo Mezzetti

### Riepilogo fasi finali disputate
| Anno           | Luogo | Evento               | Fase del torneo  | Incontro                                | Risultato |
| 14 agosto 1988 |       | BGFL Premiership     | Ottavi di finale | Hartlepool Steelers - Huddersfield Rams | 15 - 12   |
| 7 agosto 2016  |       | BAFA NL Division One | Quarti di finale | Bury Saints - Yorkshire Rams            | 36 - 0    |
| 6 agosto 2017  |       | BAFA NL Division One | Quarti di finale | Leicester Falcons - Yorkshire Rams      | 27 - 8    |